# Токугава Ёринобу
Токугава Ёринобу (徳川頼宣? 28 апреля 1602 — 19 февраля 1671) — японский даймё (владетельный князь) раннего периода Эдо, правитель Мито-хана (1603—1610), Сумпу-хана (1610—1619) и Кисю-хана (1619—1667).

## Биография
Десятый сын Токугава Иэясу (1543—1616), первого сёгуна Японии из династии Токугава (1603—1605). Его матерью была наложница Оман-но-ката. Родился в замке Фусими. Детское имя — Нагафукумару.
8 декабря 1603 года после смерти своего старшего брата Токугава Нобуёси он получил во владение от отца княжество Мито-хан в провинции Хитати с доходом 200 000 коку риса. В октябре 1604 года его доход был увеличен до 250 000 коку. 12 сентября 1606 году достиг совершеннолетия и принял имя Ёримаса. Ему также было пожаловано звание младшего советника 4-го ранга (ju-shi-i-ge) и титул Хитати-но-сукэ.
6 января 1610 года он был переведен из Мито-хана в Сумпу-хан (провинии Суруга и Тотоми) с доходом 500 000 коку, принял новое имя — Ёринобу.
27 августа 1619 года Токугава Ёринобу был переведен из Сумпу-хана в Кисю-хан с доходом 550 000 коку риса. Ёринобу стал основателем боковой ветви Токугава Кии.
Женой Ёринобу была дочь Като Киёмаса.
К концу жизни он достиг ранга дзю-ни-и (младшего советника 2-го ранга) и титула дайнагона (старшего императорского советника).
Ёринобу имел четырёх детей:
- Токугава Мицусада (1627—1705), 2-й даймё Кисю-хана (1667—1698)
- Мацудайра Ёридзуми (1641—1711), 1-й Иё-Сайдзё (1670—1711)
- Инаба-хим, жена Икэда Мицунака, даймё Тоттори-хана
- Мацу-хим, жена Мацудайра Нобухира, даймё Ёси-хана

В 1667 году Токугава Ёринобу отказался от власти в пользу своего старшего сына Мицусада (1627—1705), который стал 2-м даймё Кисю-хана (1667—1698).